# Falsa rabona
La falsa rabona es un regate usado en el fútbol y sus deportes derivados —el fútbol sala y el fútbol playa—, que consiste en realizar un enganche en velocidad con la pierna que golpea el balón lateralmente por detrás de la de apoyo —no pateando hacia adelante como en una «rabona»—, regresándolo y dejando al rival a contrapié.

## Historia

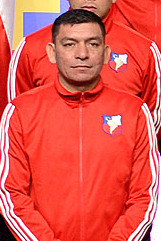
Francisco Huaiquipán.

Fue registrada en Chile por el centrocampista local Francisco Huaiquipán, quien la realizó en los entrenamientos del club Colo-Colo en la comuna de Macul en la capital Santiago en 2002. Posiblemente se inspiró en el similar «floreo», el paso básico de la cueca, la «danza nacional de Chile». Su compatriota Mauricio Cataldo, la estrenó oficialmente militando por Cobreloa durante un partido ante Santiago Wanderers en Calama por el Torneo de Clausura de la Primera División el 31 de julio de 2004.
El nombre Matirabona hace alusión al jugador chileno Matías Fernández —quien observaba a Huaiquipán practicar en la cantera de Colo-Colo—, ya que la difundió internacionalmente: en América Latina durante la Copa Sudamericana de 2006 y en Europa, cuando la estrenó en su debut por el equipo Villarreal durante un encuentro ante el Valencia, correspondiente al Derbi de la Comunidad por La Liga de España el 7 de enero de 2007. Otros ejecutores destacados han sido los brasileños Robinho, Ronaldinho, Neymar, y el portugués Cristiano Ronaldo.